# Канатник
Кана́тник, или Абути́лон (лат. Abutílon) — род вечнозелёных однолетних и многолетних трав, полукустарников, кустарников, иногда небольших деревьев семейства Мальвовые (Malvaceae), в котором насчитывается около 180 видов, в том числе более 10 эндемичных, произрастающих на Гавайских островах, а также в Индии и Китае. Виды этого рода произрастают в тропиках и субтропиках Южной Америки, Африки, Австралии, Индии и Китая.

## Использование
Около 10 видов канатника, происходящих из Южной Америки, преимущественно с территории Бразилии, культивируются как декоративные. Отдельные виды используются для получения растительного волокна. В сухих стеблях Канатник Теофраста содержится до 25 % волокна, используемого для выработки пряжи, из которой изготовляют мешковину, шпагат, верёвки и др. Родина и древний центр культуры канатника — Китай, где его возделывают, как сельскохозяйственную культуру.
На территории России встречается Канатник Теофраста, растущий во многих регионах Евразии; этот вид находит применение как волокнистое (лубяное) растение.
Декоративные разновидности, культивируемые цветоводами, известны под собирательным названием комнатный клён. Многие сорта и гибриды выращиваются цветоводами как комнатные растения.

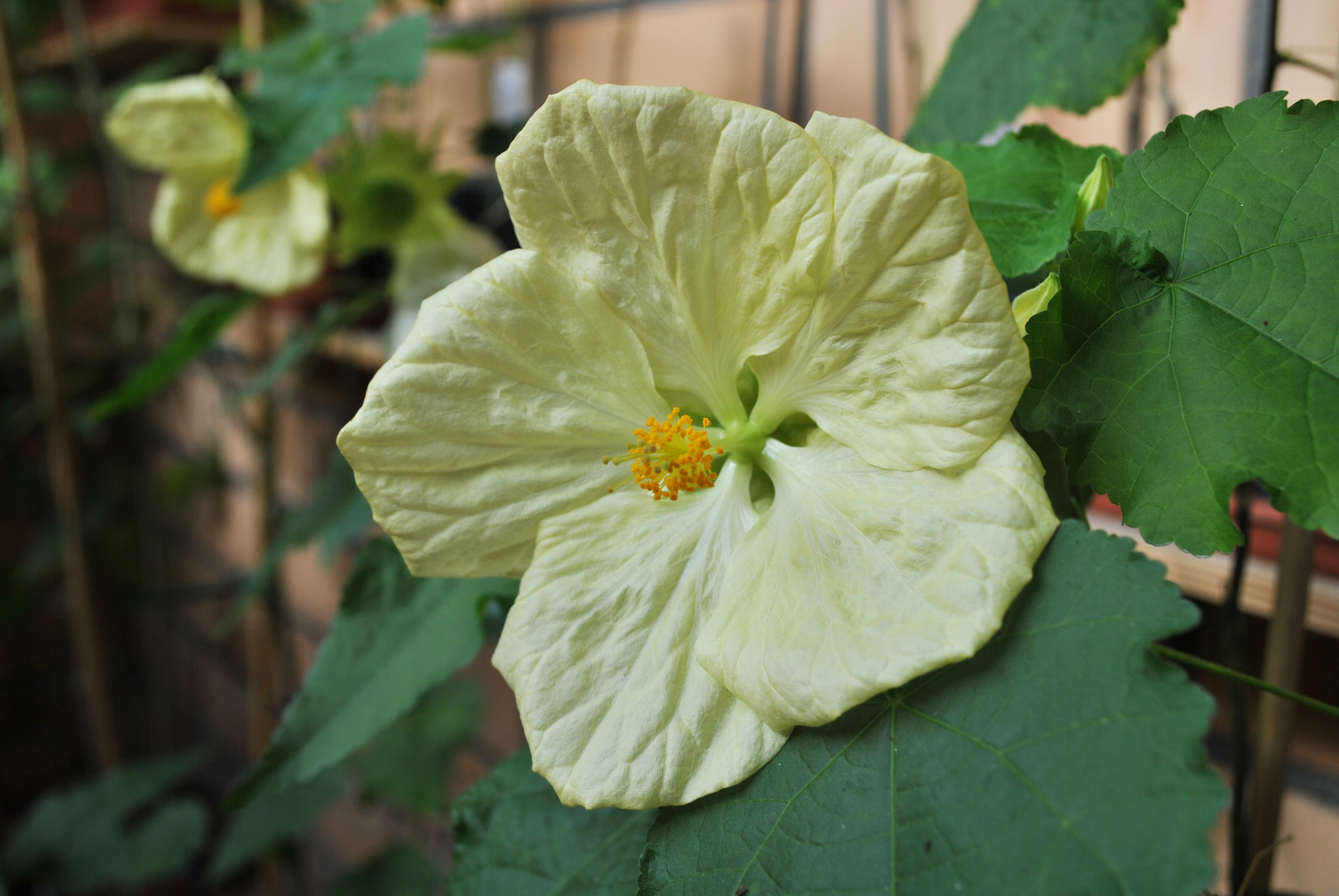
Abutilon Bella Vanila
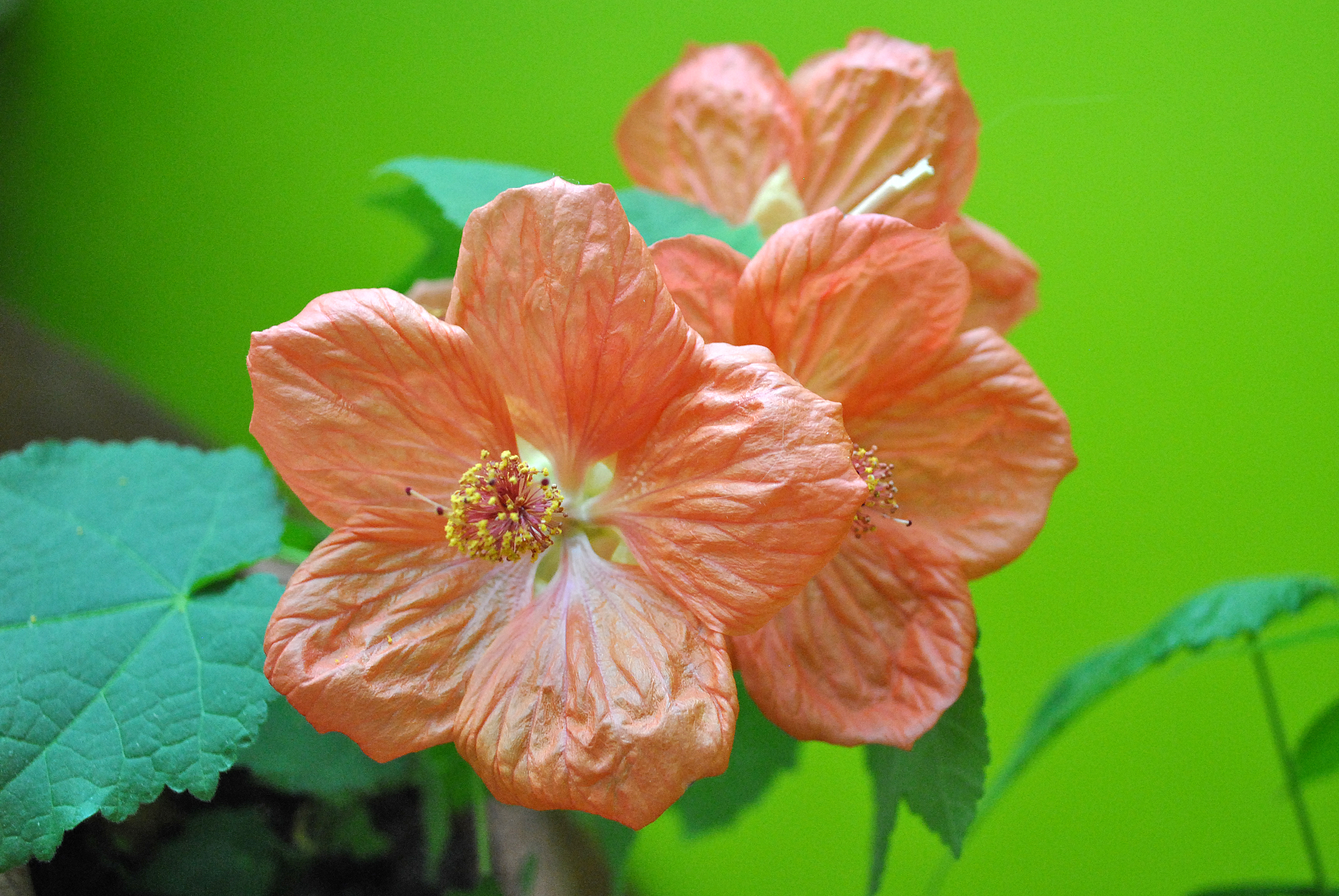
Abutilon Bella Apricot Shade
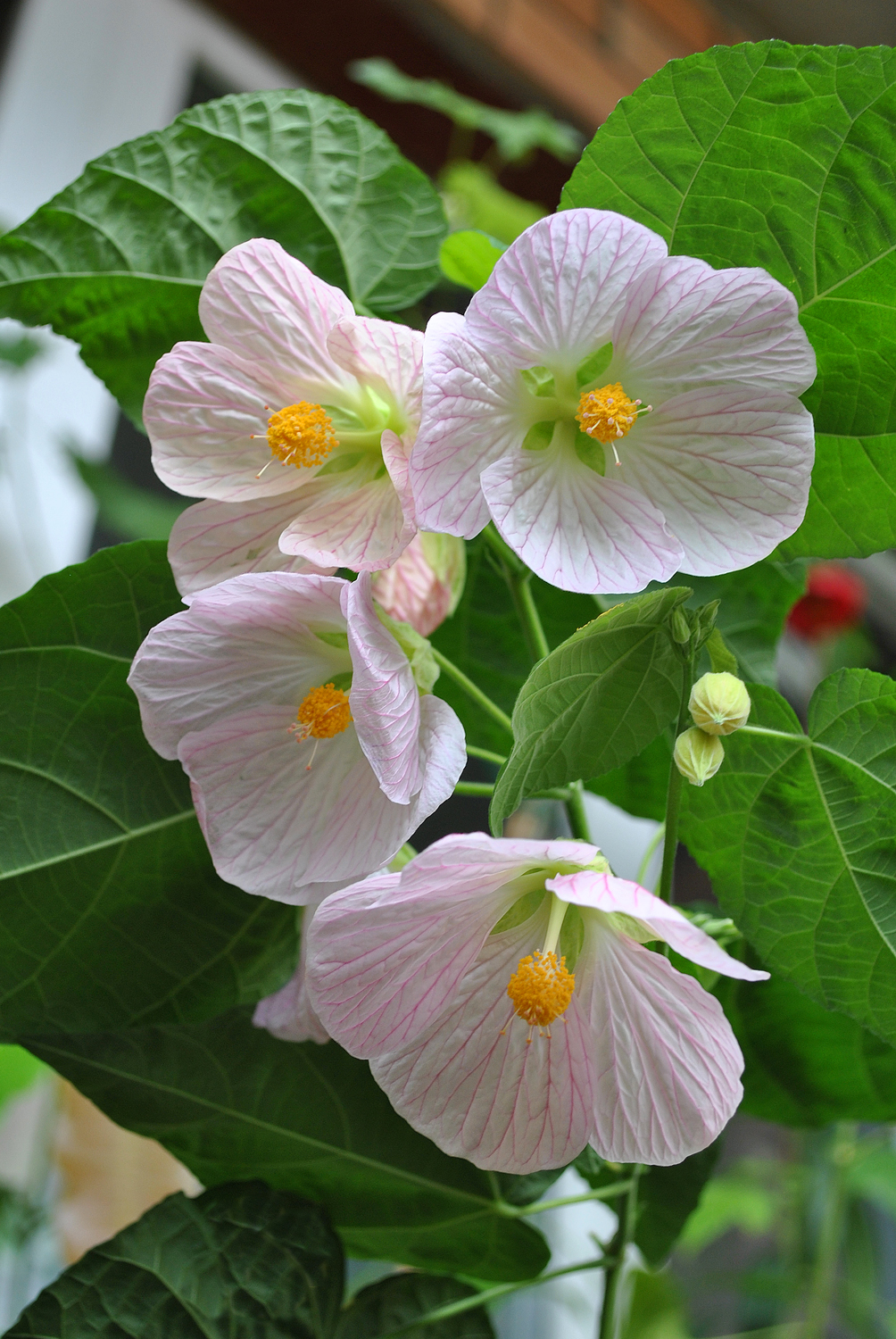
Abutilon 'Appleblossom'
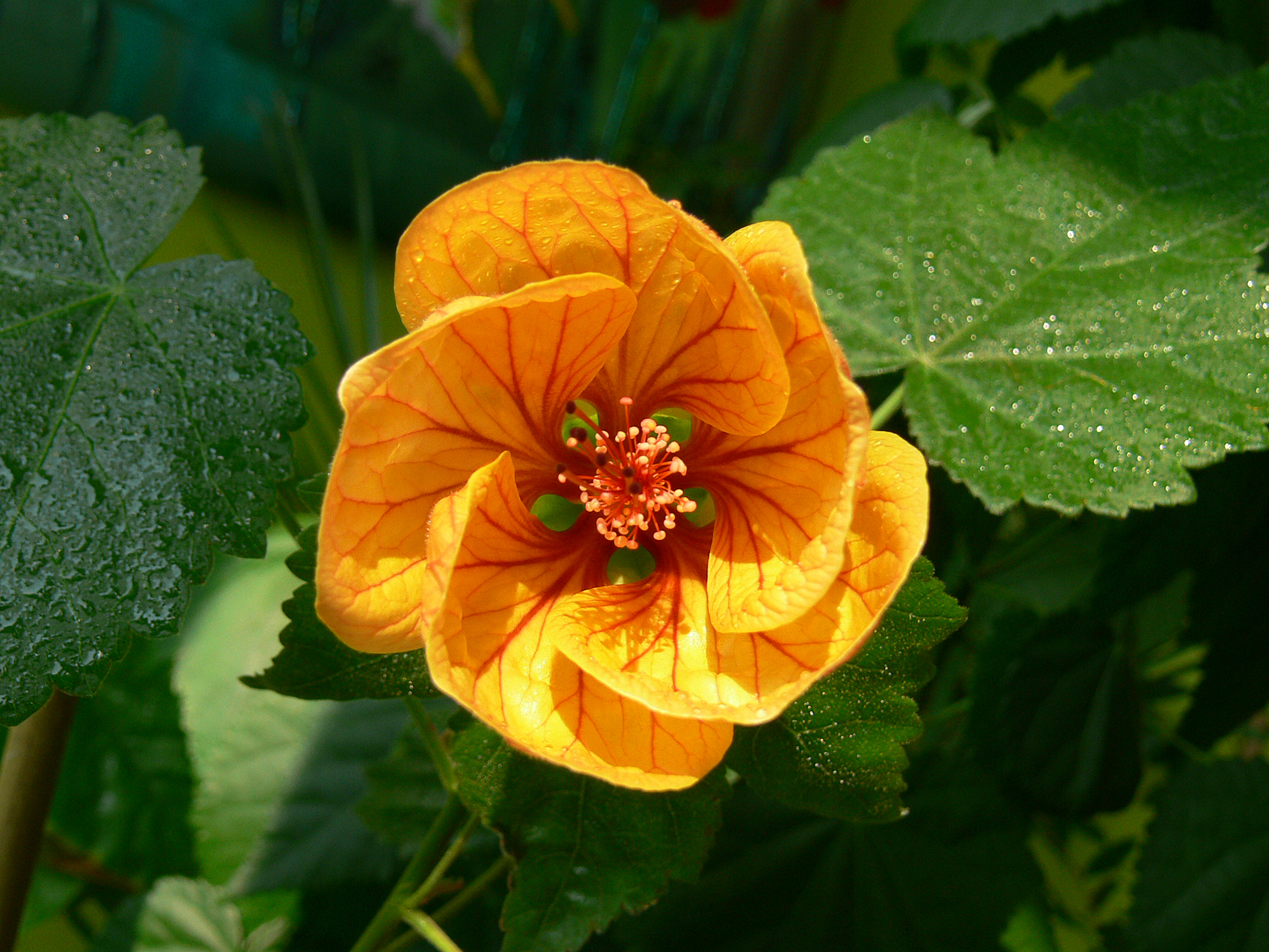
Абутилон 'Злата'. Селекция Цепковой Т.
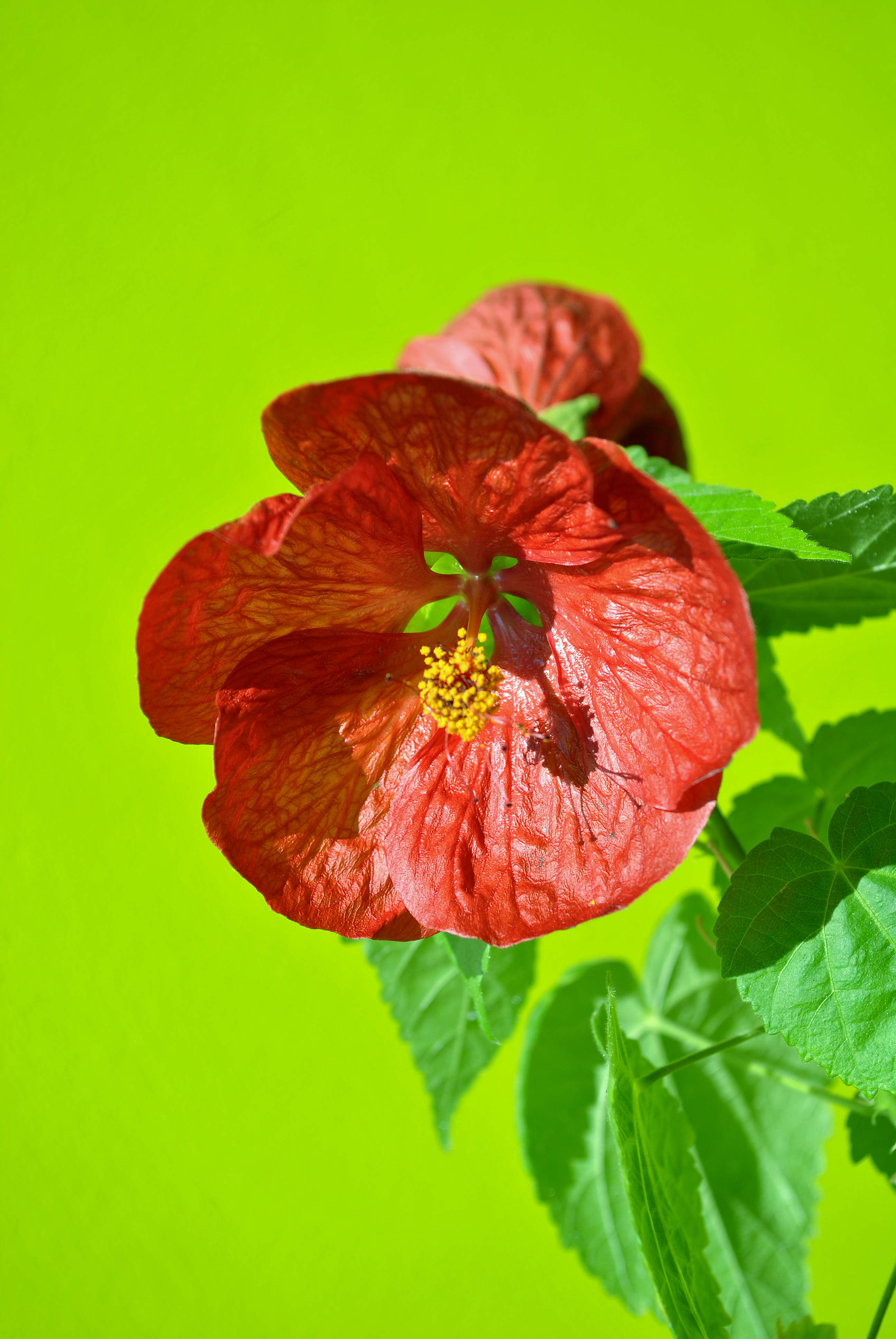
Абутилон 'Альбертино'. Селекция Цепковой Т.

Цветки декоративных абутилонов имеют разнообразные формы: колокольчик, широкораскрытый колокольчик, воронковидные и колесовидные. Цветочные почки образуются на новых побегах, расположены в пазухах листьев. Листья очередные черешковые длиной от 4 до 10 см, различной формы: яйцевидные, трехлопастные, реже пятилопастные, с городчатым краем.

## Классификация

### Таксономия[3]
Abutilon Mill., 1754, Gard. Dict. Abr. ed. 4 : s.p.
Род Канатник (Abutilon) относится к семейству Мальвовые (Malvaceae) порядка Мальвоцветные (Malvales). Кладограмма в соответствии с Системой APG IV по состоянию на июнь 2023 года:
|  |                                      |  |                                   |                                   |                     |  | ещё 9 семейств |             |              |                                                                    |
|  |                                      |  |                                   |                                   |                     |  |                |             |              | еще 180 подтвержденных видов и 43 таксона, ожидающих подтверждения |
|  |                                      |  |                                   | порядок Мальвоцветные             |                     |  |                |             | род Канатник |                                                                    |
|  |                                      |  |                                   | порядок Мальвоцветные             |                     |  |                |             | род Канатник |                                                                    |
|  | отдел Цветковые, или Покрытосеменные |  |                                   |                                   | семейство Мальвовые |  |                |             |              |                                                                    |
|  | отдел Цветковые, или Покрытосеменные |  |                                   |                                   |                     |  |                |             |              |                                                                    |
|  |                                      |  | ещё 63 порядка цветковых растений | ещё 63 порядка цветковых растений |                     |  |                | ещё 251 род | ещё 251 род  |                                                                    |
|  |                                      |  |                                   | ещё 63 порядка цветковых растений |                     |  |                |             | ещё 251 род  |                                                                    |

## Виды
По информации базы данных The Plant List, род включает 216 видов, некоторые из них:
- Abutilon darwinii Hook.f. — Канатник Дарвина
- Abutilon hirtum (Lam.) Sweet — Канатник жёстковолосистый[2]

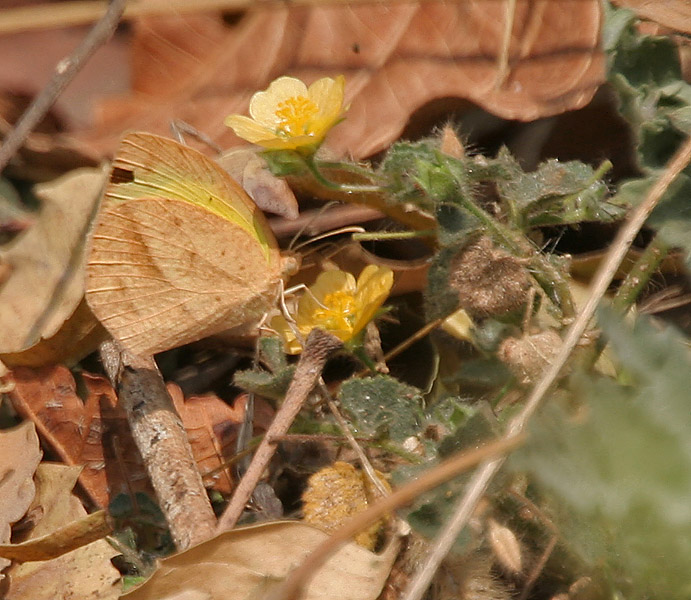
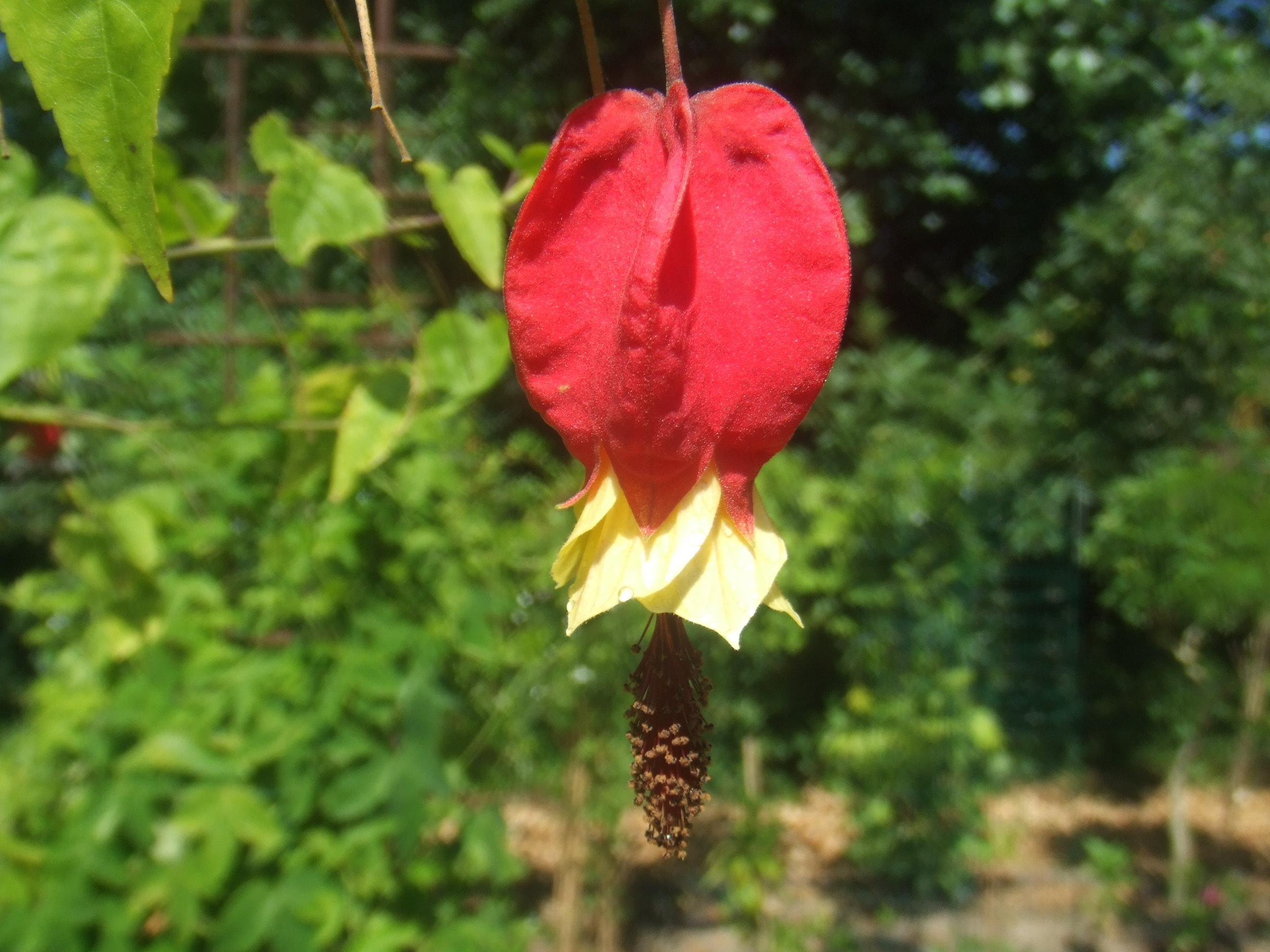
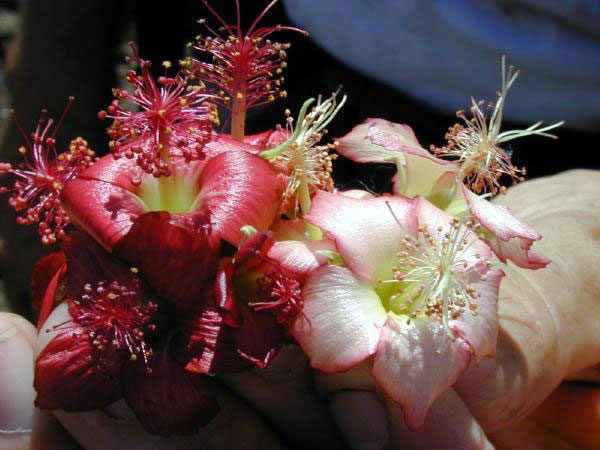
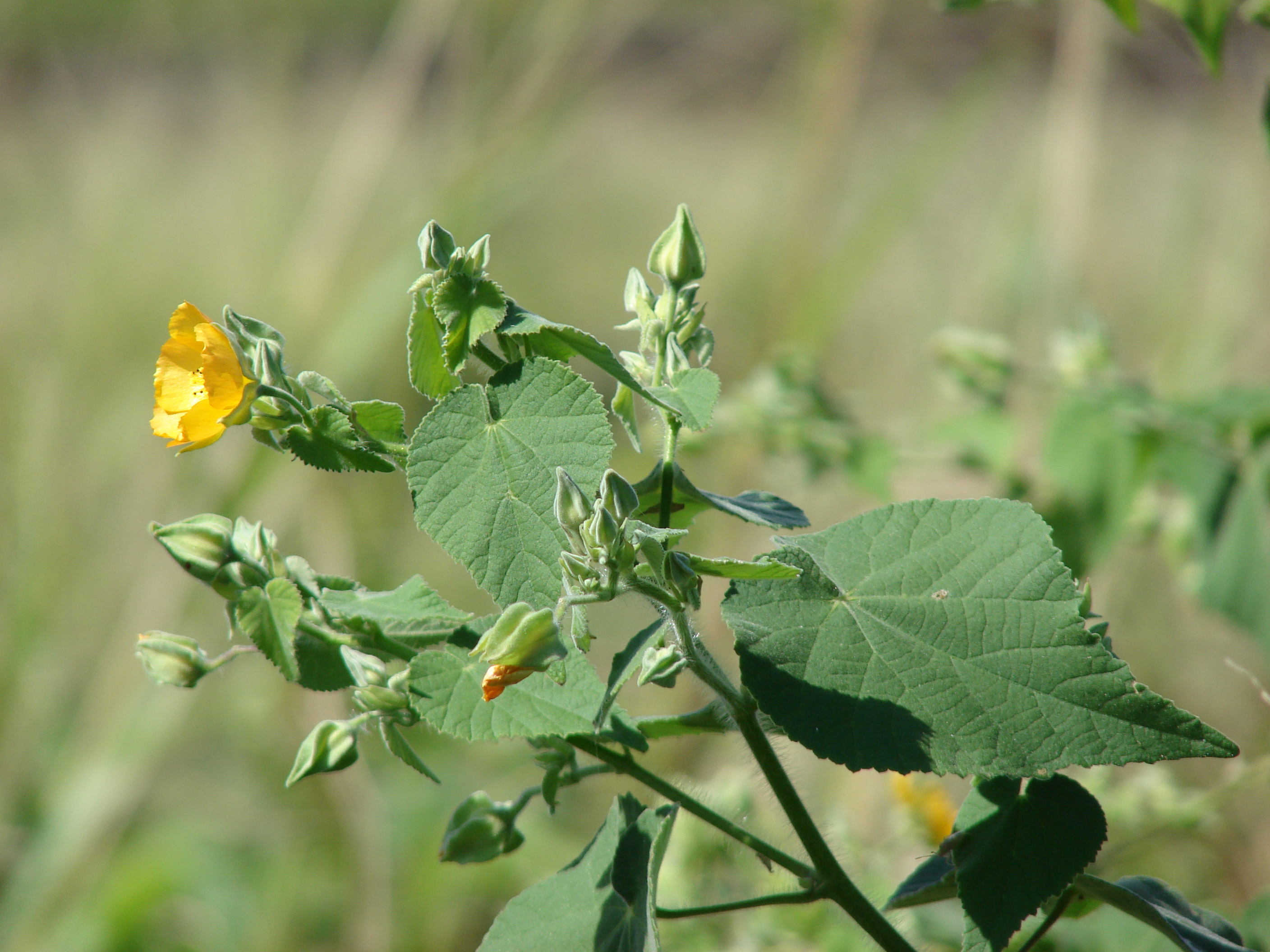

- Abutilon indicum (L.) Sweet — Канатник индийский[2]
- Abutilon megapotamicum (A.Spreng.) A.St.-Hil. & Naudin — Канатник мегапотамский
- Abutilon montanum A.St.-Hil. — Канатник горный
- Abutilon paniculatum Hand.-Mazz. — Канатник метельчатый[2]
- Abutilon roseum Hand.-Mazz. — Канатник розовый[2]
- Abutilon theophrasti Medik. typus[1] — Канатник Теофраста[2]

- Abutilon hirtum (Lam.) Sweet
- Abutilon megapotamicum (Spreng.) A.St.-Hil. & Naudin
- Abutilon menziesii Seem.
- Abutilon grandifolium (Willd.) Sweet